# Liste der Bodendenkmäler in Ebelsbach
Auf dieser Seite sind die Bodendenkmäler in der unterfränkischen Gemeinde Ebelsbach zusammengestellt. Diese Tabelle ist eine Teilliste der Liste der Bodendenkmäler in Bayern. Grundlage ist die Bayerische Denkmalliste, die auf Basis des Bayerischen Denkmalschutzgesetzes vom 1. Oktober 1973 erstmals erstellt wurde und seither durch das Bayerische Landesamt für Denkmalpflege geführt wird. Die folgenden Angaben ersetzen nicht die rechtsverbindliche Auskunft der Denkmalschutzbehörde.

## Bodendenkmäler in Ebelsbach
| Lage                    | Objekt | Akten-Nr.     | Bild           |
| ----------------------- | --- | ------------- | -------------- |
| (Standort)              | Bestattungsplatz mit Grabhügel vorgeschichtlicher Zeitstellung.                                                              | D-6-5929-0001 |                |
| (Standort)              | Untertägige Bauteile der spätmittelalterlichen katholischen Filialkirche St. Jakob von Schönbach.                            | D-6-5929-0102 | weitere Bilder |
| Am Steinberg (Standort) | Wolffsgruben der frühen Neuzeit.                                                                                             | D-6-6029-0045 | weitere Bilder |
| Steinbach (Standort)    | Untertägige Bauteile der frühneuzeitlichen katholischen Kuratiekirche St. Wendelin von Steinbach.                            | D-6-6029-0069 | weitere Bilder |
| (Standort)              | Wüstung des Mittelalters. | D-6-6030-0012 |                |
| (Standort)              | Siedlung vor- und frühgeschichtlicher Zeitstellung.                                                                          | D-6-6030-0016 |                |
| (Standort)              | Wüstung des Mittelalters. | D-6-6030-0019 |                |
| (Standort)              | Untertägige Bauteile der frühneuzeitlichen evangelisch-lutherischen Pfarrkirche von Gleisenau.                               | D-6-6030-0068 | weitere Bilder |
| (Standort)              | Untertägige Bauteile der frühneuzeitlichen katholischen Schlosskirche von Gleisenau.                                         | D-6-6030-0069 | weitere Bilder |
| (Standort)              | Befunde von Vorgängeranlagen mit Grabenanlage im Bereich des frühneuzeitlichen Schlosses von Gleisenau.                      | D-6-6030-0070 |                |
| (Standort)              | Untertägige Bauteile der frühneuzeitlichen evangelisch-lutherischen Schloßkapelle St. Maria Magdalena von Ebelsbach.         | D-6-6030-0072 | weitere Bilder |
| (Standort)              | Untertägige Bauteile des frühneuzeitlichen Schlosses von Ebelsbach mit zugehörigen Ökonomiegebäuden.                         | D-6-6030-0073 | weitere Bilder |
| (Standort)              | Untertägige Teile des frühneuzeitlichen Schlosses von Gleisenau mit zugehörigen Ökonomiegebäuden und ehemaligen Parkanlagen. | D-6-6030-0091 | weitere Bilder |
| (Standort)              | Befunde von Vorgängeranlagen mit Grabenanlage im Bereich des frühneuzeitlichen Schlosses von Ebelsbach.                      | D-6-6030-0092 |                |